# Республиканский украинский теоретический лицей
Республика́нский украи́нский теорети́ческий лице́й — комплекс (РУТЛ-К) — украинский лицей города Тирасполь, который был образован в 1993 году.

## История
Первый выпуск учеников состоялся в 1994 году. Преподавание в лицее ведётся на украинском языке, также обучение происходит по трём направлениям: физико-математическое, химико-биологическое и гуманитарное. Учебный год состоит из 2 семестров, в конце каждого сессия. 
В 2010 году в результате объединения Республиканского украинского теоретического лицея и тираспольской русско- украинской средней школы N1 был создан Республиканский украинский теоретический лицей-комплекс. В перспективе на базе лицея-комплекса планируются создание образовательно-культурного центра.
На базе лицея работает школа искусств . В её структуру входит 3 отделения – художественное, музыкальное и хореографическое..
Выпускники лицея поступают в ВУЗы Украины, Приднестровья, России и Молдавии. Первый директор лицея — Юшин А. В., а с 1996 года на посту директора Зелинская Л. Е.

## Хронология названий
- 1993—2010: Республиканский украинский теоретический лицей
- 2010 — н.в.: Республиканский украинский теоретический лицей-комплекс

## Музей-театр Т.Г. Шевченко
В январе 2014 года при лицее-комплексе был открыт музей-театр Т.Г. Шевченко, в котором находятся копии картин Тараса Шевченко, а скоро появятся книги, копии документов и рукописей Тараса Шевченко. На открытии музея–театра побывал посол Украины в Молдове Сергей Пирожков.

## Директора
1. Юшин Александр Владимирович — 1993—1996 годы.
2. Зелинская Людмила Евгеньевна — 1996—2010 годы.
3. Юшин Александр Владимирович — 2010—2013 годы.
4. Котовская Нина Ивановна — 2013—2016 годы.
5. Дубик Алла Александровна — 2016—2017 годы.
6. Гилаш Татьяна Андреевна — 2017 — н.в.